# Hanai Takuzō

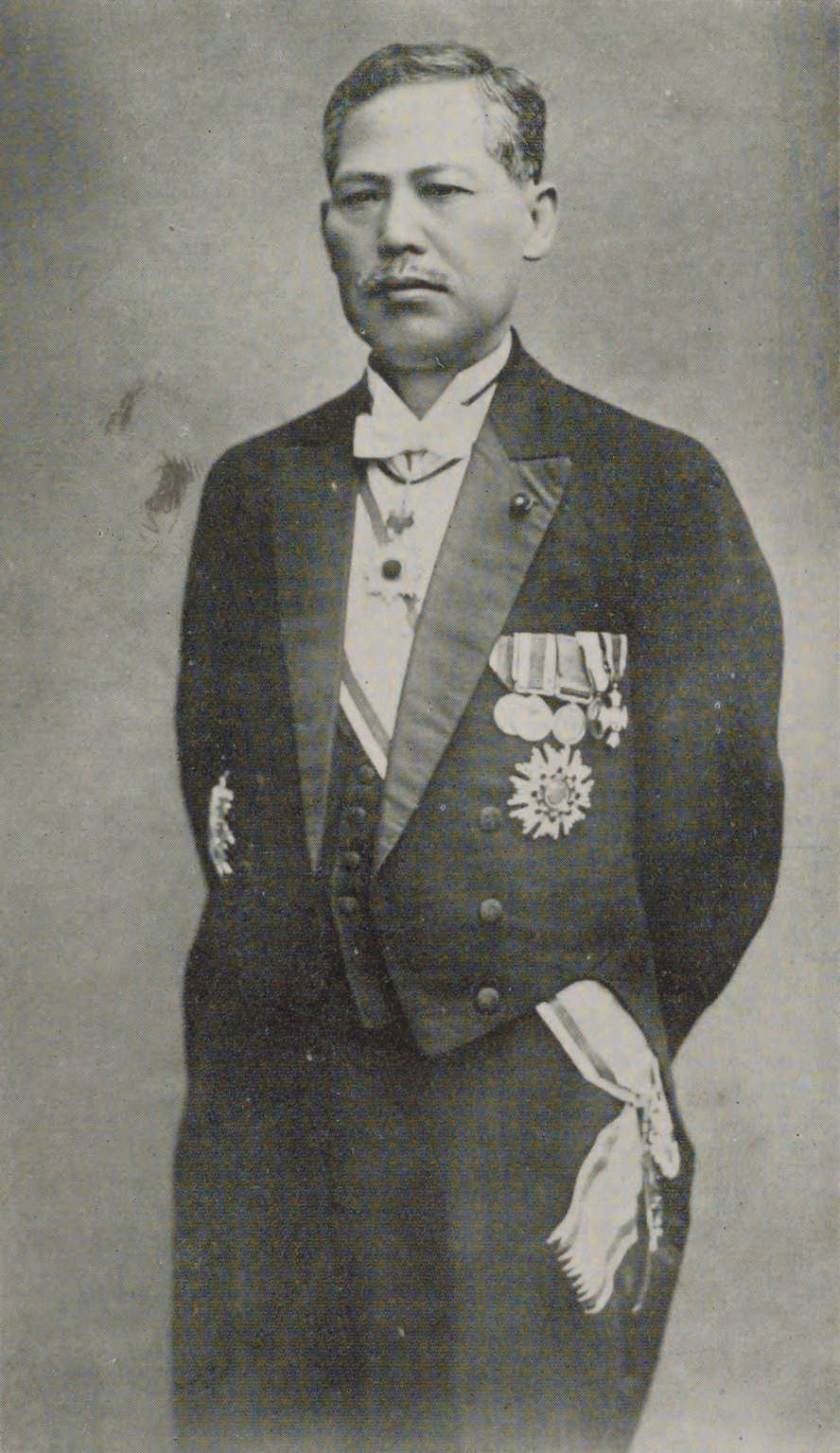
Hanai Takuzō

Hanai Takuzō (japanisch 花井 卓蔵; geboren 31. Juli 1868 in Mihara, Präfektur Hiroshima; gestorben 3. Dezember 1931) war ein japanischer Rechtsanwalt und Politiker.

## Leben und Wirken
Hanai Takuzō wurde als vierter Sohn des Samurai Tachihara Shirōemon (立原四郎右衛門) geboren, wurde dann 1888 von der verwandten Familie Hanai adoptiert. Er absolvierte eine Ausbildung als Jurist an der Vorläufereinrichtung der heutigen Chūō-Universität. Später wurde er Präsident der Rechtsanwaltskammer Tōkyō und erhielt 1909 den Doktor-Titel. Er verfasste eine Reihen von Büchern, unterrichtete an der Chūō-Universität und beteiligte sich an Komitees, die 1907 das Strafgesetzbuch, 1921 die Gesetzgebung zum Kriegsgericht und 1923 die Einführung der Jury-Gerichtsbarkeit. 
Hanai war verteidigender Anwalt in einer ganzen Reihe von Gerichtsverfahren, so 1893 im Fall der Verleumdungsklage bezüglich einer Vergiftung, der Ermordung des Hoshi Tōru 1901, der Anklage des Kōtoku Shūsui 1910 wegen Hochverrats, der Anklagen in Folge der Reisunruhen 1918. Er verteidigte auch erfolgreich das Ashio-Kupferbergwerk gegen Klagen der Umweltvergiftung, wirkte bei der gerichtlichen Aufarbeitung der Hibiya-Unruhen und den Auseinandersetzungen mit der Glaubensrichtung Ōmoto. Hanai war auch verteidigender Anwalt in einer Reihen von Korruptionsaffären, darunter auch bei der Affäre, die als Siemens-Skandal in die Geschichte eingegangen ist.
Siebenmal wurde Hanai als Abgeordneter in das Unterhaus gewählt, konnte sich aber mit seinem Bestreben, Gleichberechtigung von Mann und Frau gesetzlich verankern zu lassen, nicht durchsetzen. 1922 erhielt er einen Sitz im Oberhaus, den er bis zu seinem Tod 1931, er starb zu Hause an einer Gasvergiftung, wahrnahm.